# Ципу

Доска сянци с китайской нумерацией вертикалей

Ципу (кит. трад. 棋譜, упр. 棋谱, пиньинь qípǔ, буквально: «запись партии») — запись партии в сянци.
В сянци существуют китайская и международная нотации; в каждой из них каждый ход одного игрока записывается ровно четырьмя символами.
Китайская нотация сянци складывалась столетиями; известны несколько источников ципу XVI века.
Международная нотация, с XX века стихийно применявшаяся европейскими и американскими игроками в сянци, была «узаконена» Всемирной федерацией сянци и приведена в изданных ею в 2018 году «Международных правилах сянци».

## Нотация

### Фигуры
В материалах Chinese Chess Institute (действовал в США в 1990-е годы) использовались следующие обозначения: советник — G, слон — B, конь — N, остальные без изменений. Этот вариант нотации получил меньшее распространение.

### Числа
Вертикали в ципу нумеруются справа налево для каждого игрока, если смотреть с его стороны. Таким образом, вертикаль 1 чёрных 一 это вертикаль 9 красных, 2 чёрных 一 8 красных, и т. д.
Численные обозначения ходов красных в современных китайских ципу указываются китайскими цифрами (一,二,三,四,五,六,七,八,九), а чёрных 一 арабскими (1一9). В европейских ципу все цифры 一 арабские.
Горизонтали в сянци не нумеруются.

### Собственно нотация
Запись хода строго по вертикали: ФВНС, где:
- Ф 一 символ фигуры,
- В 一 номер вертикали (со стороны делающего ход),
- Н 一 символ направления,
- C 一 количество пунктов, на которые фигура смещается.

Запись хода с изменением вертикали: ФВНВ, где:
- Ф 一 символ фигуры,
- В 一 номера вертикалей до и после хода,
- Н 一 символ направления.

Когда на одной вертикали есть 2 фигуры одного типа и цвета, для их ходов используются дополнительные символы:
- 前 一 ход передней из фигур
- 後 一 ход задней из фигур.

Запись хода при этом такова: 前ФНА / 後ФНА (в китайской нотации) и Ф+НА / Ф-НА (в международной нотации; иногда +ФНА / -ФНА), где
- А 一 смещение (при вертикальном ходе) или конечная вертикаль (при невертикальном ходе).

Когда на одной вертикали есть более двух пешек одного цвета, первым символом записи их хода становится номер пешки на этой вертикали, считая сверху от ходящего. Всё остальное — без изменений. Пример: 15=4 — ход верхней из нескольких пешек на 5-й вертикали направо.

## Пример китайской ципу
| 01. 炮八平五 馬２進３ | 02. 馬八進七 馬８進７ | 03. 車九平八 車１平２ | 04. 馬二進一 卒３進１ | 05. 炮二平三 車９平８ |
| 06. 車一平二 炮２進４ | 07. 車二進六 炮８平９ | 08. 車二平三 車８進２ | 09. 車三退二 馬７進８ | 10. 車三平二 馬８退６ |
| 11. 車二平四 馬６進８ | 12. 車四平二 馬８退６ | 13. 車二平四 馬６進８ | 14. 炮三進七 士６進５ | 15. 車四平三 車８平６ |
| 16. 兵七進一 馬８進９ | 17. 車三平二 象３進５ | 18. 炮三平一 卒３進１ | 19. 車二平七 車６進６ | 20. 仕四進五 車６平８ |
| 21. 馬七進八 炮２平４ | 22. 炮五平八 馬３進２ | 23. 車七平五 炮４平２ | 24. 炮八平六 卒５進１ | 25. 車五進一 馬２進４ |
| 26. 馬八進六 車２進４ | 27. 車五進二 炮２進１ | 28. 車五平三 炮２平９ | 29. 車三進二 士５退６ | 30. 馬六進八 前炮平７ |
| 31. 車八進五 馬４退２ | 32. 炮六平五 炮９平５ | 33. 車三退一 士６進５ | 34. 車三平四 炮５進５ | 35. 帥五平四 車８平６ |
| 36. 帥四進一 炮５平２ | 37. 馬八進七 （紅勝） |                       |                       |                       |

## Ципу этой же партии в международной нотации
| 01. C8=5 H2+3 | 02. H8+7 H8+7    | 03. R9=8 R1=2 | 04. R2+1 P3+1 | 05. C2=3 R9=8 |
| 06. R1=2 C2+4 | 07. R2+6 C8=9    | 08. R2=3 R8+2 | 09. R3-2 H7+8 | 10. R3=2 R8-6 |
| 11. R2=4 R6+8 | 12. R4=2 H8-6    | 13. R2=4 H6+8 | 14. C3+7 A6+5 | 15. R4=3 R8=6 |
| 16. P7+1 H8+9 | 17. R3=2 B3+5    | 18. C3=1 P3+1 | 19. R2=7 R6+6 | 20. A4+5 R6=8 |
| 21. H7+8 C2=4 | 22. C5=8 H3+2    | 23. R7=5 C4=2 | 24. C8=6 P5+1 | 25. R5+1 H2+4 |
| 26. H8+6 R2+4 | 27. R5+2 C2+1    | 28. R5=3 C2=9 | 29. R3+2 A5-6 | 30. H6+8 C+=7 |
| 31. R8+5 H4-2 | 32. C6=5 C9=5    | 33. R3-1 A6+5 | 34. R3=4 C5+5 | 35. K5=4 R8=6 |
| 36. K4+1 C5=2 | 37. H8+7 （1-0） |               |               |               |